# Tile

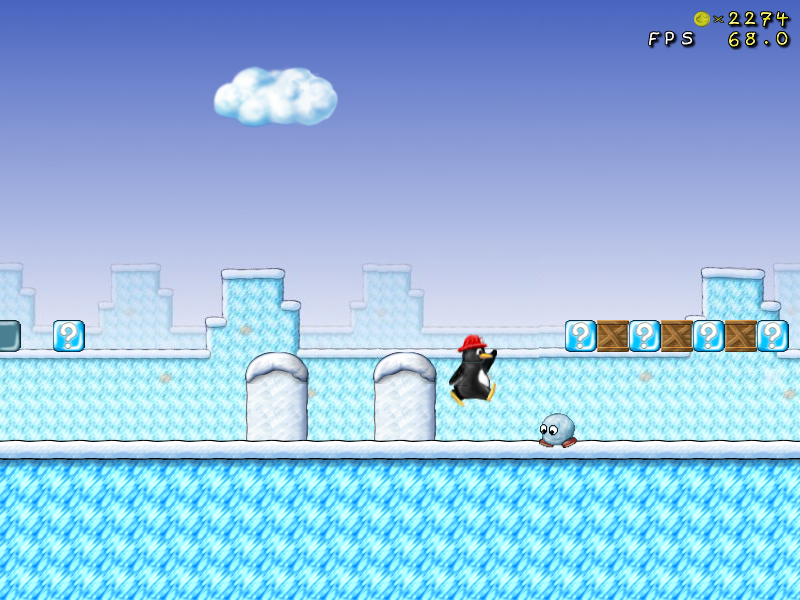
Captura de pantalla del juego de ordenador SuperTux versión 0.3.0

Una tesela o tile es la parte gráfica de cada videojuego que puede ser utilizada para completar partes de un fondo por medio de un set de teselas o tileset. En los juegos en 2D se almacenan en uno o varios atlas de teselas, y estas a su vez forman parte de un mapa de teselas con toda la información de un juego. Cada tesela suele ser diferente y del mismo tamaño que el resto. Cada atlas de teselas tendrá la combinación básica de ciertos lugares del juego, montañas, lagos, bosques etc.

## Características
Las teselas también son partes seccionadas de un sprite. Un ejemplo sería una imagen de montaña seccionada, en donde cada tesela de esa montaña podrá juntarse para hacerse la misma, pero, no solo para eso sino para también hacer más combinaciones con otras teselas y así obtener gráficos más variados.

## Colores
Las teselas son de varios colores. Cada set contiene más de una información de color, o si no una enorme combinación de colores. En el caso de ser varios colores se necesitará usar paletas con la información de color de cada parte de las teselas y así se podrá evitar confundirse con las otras teselas para poder ser editadas. Sin embargo, aunque los colores no sean los de ciertas teselas, aun así podrán ser editadas.

## Fondo
Algunas teselas tienen un color de fondo el cual sirve para diferenciar el sprite al que corresponde la tesela al de su tesela trasera que está seleccionada hexadecimalmente. Algunas teselas vienen con un fondo predeterminado, es decir ya creado y no necesitan de su color de fondo para poder tener en base una tesela trasera, a menos que se cambie.

## Modificación de ROM
Los juegos de consola se vendían grabados en memorias de solo lectura (ROM) en el interior de un cartucho. Por tanto, el hacking de las ROM consiste en modificar el código y elementos originales guardados en la ROM, como por ejemplo las imágenes originales, cambiando cada sección de un sprite y así convertirlas en una nueva o eliminarla. Se pueden editar usando programas hechos para cambiar gráficos y eliminar o cambiar de forma hexadecimal.
En el hacking de las ROM de Game Boy Advance, las teselas pueden ser encontradas y editadas por una herramienta llamada Unlz-gba en la cual están plasmadas todas las partes gráficas del juego de GBA que se haya cargado. Otro programa es Tilemolester, que también muestra toda la cantidad gráfica que hay en el juego cargado, acomodada en forma de un enorme set de teselas.